# Kacze Bagno
Kacze Bagno – osada w Polsce położona w województwie warmińsko-mazurskim, w powiecie nowomiejskim, w gminie Kurzętnik.
W latach 1975–1998 miejscowość administracyjnie należała do województwa toruńskiego.
Nieopodal Kaczego Bagna, nad jeziorem Rubkowo 10/11 lipca 1410 roku stacjonowała armia Władysława Jagiełły. Tu odbyła się narada rady królewskiej, podczas której zdecydowano się obejść źródła Drwęcy, aby nie stoczyć bitwy pod Kurzętnikiem
W osadzie w 2003 roku z inicjatywy Michała Łapińskiego, wiceprezesa stowarzyszenia "Edukacja pod Żaglami" powstało "Miejsce Inicjatyw Pozytywnych-Kacze Bagno", w którym realizowanych jest szereg przedsięwzięć o charakterze społeczno-kulturalnym